# Bernard Pras
Pour les articles homonymes, voir Pras.
Bernard Pras, né le 22 mars 1952 à Roumazières-Loubert en Charente, est un artiste photographe plasticien français. 

## Biographie
Bernard Pras est le fils de Jacques Pras,  cycliste de Jarnac, professionnel dans les années 1940 et 1950. Élevé en partie par sa grand-mère qui tenait une épicerie et qui l'initiera à l'art, il fait des études courtes de mécanique, qu'il abandonne rapidement pour s'inscrire aux Beaux-Arts de Poitiers puis de Toulouse. Diplômé en 1974 des Beaux-Arts de Toulouse, Bernard Pras devient maître auxiliaire dans différents collèges avant de démissionner de l'Éducation nationale. Son activité artistique s'oriente alors vers la gravure chez Claude Manesse.
À la fin des années 1980, après plusieurs années de doute et de recherches sur la forme, il commence à trouver sa propre voie artistique en mettant au point le principe de l'aquagravure, puis en 1994, en réalisant des installations et assemblages d'objets hétéroclites à la manière d'Arcimboldo,,, dont la composition globale ne prend réellement forme pour le spectateur que par le truchement de la photographie, qui recrée l'image plane voulue par l'artiste. La première exposition d'importance a lieu en 1998. Ce principe d'anamorphose est depuis le fil conducteur de l'artiste, qui s'essaie à des installations plus grandes et travaillées sous forme d'Inventaires variés réinterprétant diverses images connues de l'histoire de l'art (Crucifixion, van Gogh, Francis Bacon...), et de la société contemporaine (portraits d'Albert Einstein, Marilyn Monroe, Che Guevara, Mickey, Jacques Dutronc...).
En 2001, il réalise le générique de la 26e Nuit des César sur la demande du réalisateur Arnaud Vincenti. En 2007, il réalise pour le Festival international de la bande dessinée d'Angoulême une installation en trompe-l'œil intitulée et représentant Captain America.
Il vit et travaille près de Paris, à Montreuil.

## Hommage
La commune du Touquet-Paris-Plage, qui a accueilli les œuvres de Bernard Pras, lui rend hommage en apposant une plaque, avec la signature et les empreintes des mains de l'artiste, sur le sol du jardin des Arts.

## Principales expositions individuelles
- 1982 : Hôtel Saint-Simon d'Angoulême
- 2000 : Centre photographique de Normandie à Rouen
- 2001 : Festival international du film fantastique de Gérardmer
- 2003 : Centre d'art de Thonon-Évian
- 2004 : Galerie municipale Julio-González d'Arcueil[10]
- 2007 : Installation L’Eté dans le cadre de l'exposition « Arcimboldo » au Musée du Luxembourg à Paris[2]
- 2007 : Exposition Bernard Pras-Didier Chamizo à la Chantrerie de Cahors (catalogue).
- 2008 : Kunsthistorisches Museum de Vienne, Autriche
- 2013 : Manufacture 284c de Marseille[11]
- 2015 : avec Éric Liot exposition Too Much au Château de Val-Fleury à Gif sur Yvette